# قناع بسوسنس الأول
قناع بسوسنس الأول هو القناع المصنوع من الذهب للملك المصري بسوسنس الأول (1047-1001 قبل الميلاد) من الأسرة الحادية والعشرين. اكتشفه عالم المصريات الفرنسي بيير مونتيه في فبراير ومارس 1940 في مقبرة تانيس وهو موجود في المتحف المصري بالقاهرة.

## الاكتشاف والوصف

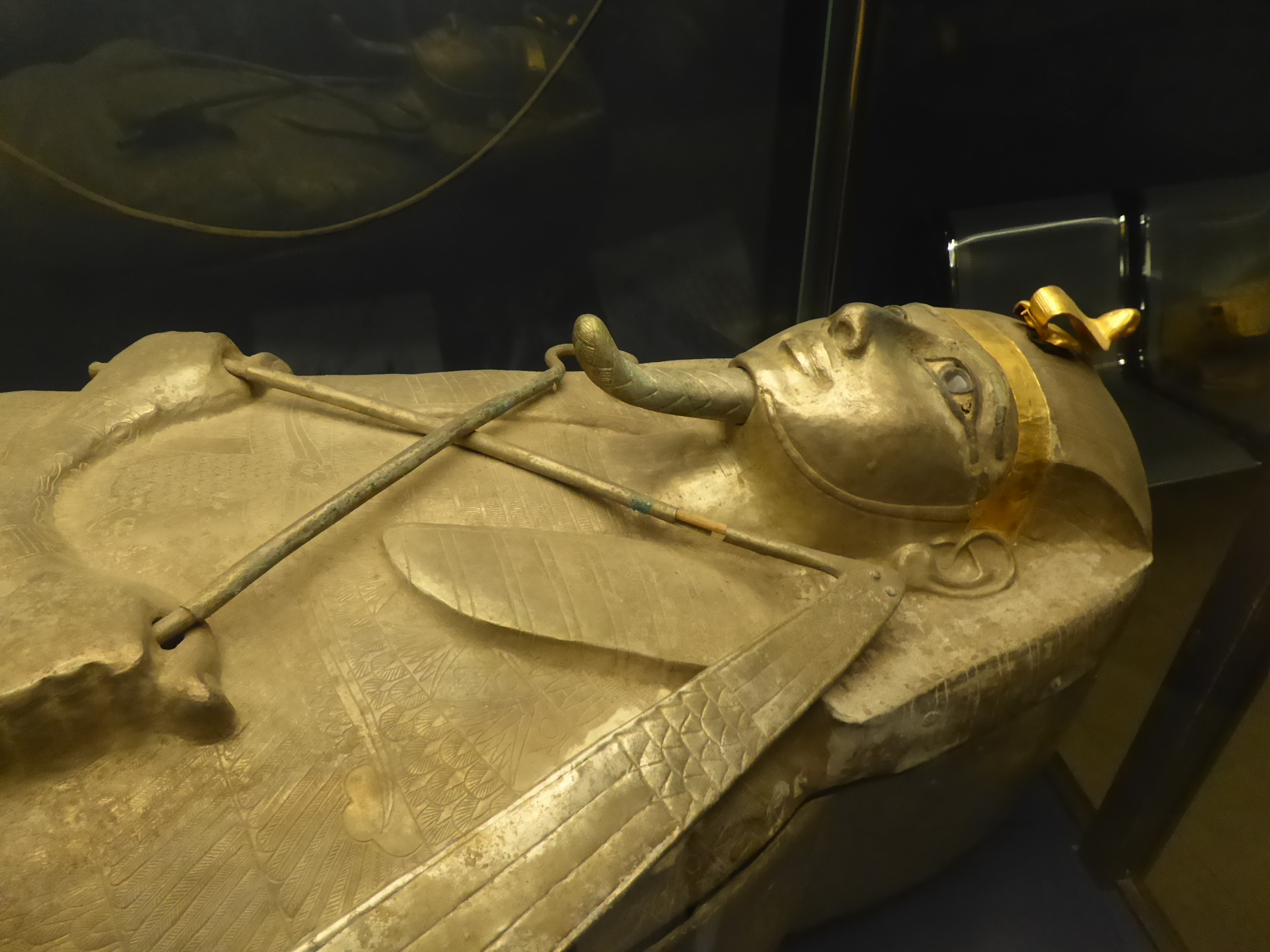
التابوت الفضي للملك بسوسنس الأول

في المدافن الملكية لتانيس، تم العثور على ما مجموعه أربعة أقنعة جنائزية، كلها من الذهب، تنتمي إلى الملوك بسوسنس الأول، أمون إم اوبت (1001-992 قبل الميلاد)، شيشنق الثاني ( 887 - 885 قبل الميلاد) والجنرال وندجيبوينجد (معاصر لبسوسنس الأول). وجد بيير مونتيه حجرة دفن بسوسنس الأول في 15 فبراير 1940 ودخلها في 21 فبراير في حضور الملك فاروق الأول ملك مصر. كان من الضروري إزالة كتلة ضخمة من الجرانيت التي كانت تغلقه قبل الوصول إلى تابوت الملك. بمجرد فتح التابوت الكبير من الجرانيت الوردي (مأخوذ من قبر مرنبتاح) محاطًا بالأوشبتي وبعد ثاني تارك جرانيت أسود، وجد علماء الآثار أنفسهم أمام التابوت الفضي الصلب للملك، الذي تضرر جزئيًا بسبب الرطوبة الناتجة عن تانيس. في مصر القديمة، كانت الفضة أغلى من الذهب لأنها كانت أقل وفرة. لبست مومياء الملك المصري السليم، بالإضافة إلى القناع، جواهر مختلفة (30 حلقة، 22 سوارًا)، أغطية أصابع، تمائم، صندل وعباءة: كلها من الذهب.
القناع الموجود على المومياء، الذي تم تقليصه الآن إلى هيكل عظمي بسبب الرطوبة المرتفعة في مصر السفلى، من بسوسنس الأول، هو الأغنى والأكثر تفصيلاً من بين القناع الذي تم العثور عليه في الموقع - الثاني ملك، من بين الأقنعة المصرية وصلت الجنازات إلى يومنا هذا، بعد قناع توت عنخ آمون الشهير ، قبل ثلاثمائة عام والذي يشبه معها. لكن مصر من القرن الحادي عشر قبل الميلاد. كانت بالفعل أقل ثراء وقوة بما لا يقاس. في حين أن قناع توت عنخ آمون يحمل نقوش هيروغليفية على ظهر الصدرة مع فصل من كتاب الموتى، فإن قناع بسوسنس ليس لديه أيا من ذلك؛ علاوة على ذلك، فإن العجينة الزجاجية واللازورد المطعمة تخص العيون والحواجب فقط، دون تحديد خطوط تاج النمس، ولا خطوط اللحية المستعارة أو تفاصيل الصل الكبيرة على جبين الملك.
بالمقارنة مع عدة كيلوغرامات من الذهب المستخدمة في الأول، كان قناع بسوسنس مصنوعًا من رقائق ذهبية بسمك أقل من ملليمتر (0.6 مم) وتم صنع الزخرفة عن طريق شق فقط؛ تم نحت اللحية المستعارة والصل بشكل منفصل وتطبيقهما لاحقًا. أعطى الفنان وجه الملك مظهرًا شابًا مثاليًا، يختلف تمامًا عن المظهر الفعلي لـ بسوسنس الأول، الذي أعيد بناؤه من الجمجمة: رجل يبلغ من العمر ثمانين عامًا مصابًا بالتهاب المفاصل وتسوس الأسنان.
بسبب المناخ الأكثر رطوبة وممطرًا، فإن رواسب مصر السفلى ليست وفيرة مثل تلك الموجودة في مصر العليا، حيث تسمح بيئتها الجافة والصحراوية بالحفاظ حتى على المواد القابلة للتلف التي لا يتم الحفاظ عليها عادةً، مثل الخشب والجلد والمنسوجات، ورق البردي أو الطعام أو المومياوات نفسها ... ولكن حتى مع قلة ثروتها، فإن المقابر الملكية الثلاثة لتانيس هي الوحيدة التي تم اكتشافها سليمة عمليًا، بالإضافة إلى مقبرة توت عنخ آمون. على الرغم من أهمية الاكتشاف، فإن اندلاع الحرب العالمية الثانية جعله يمر دون أن يلاحظه أحد إلى حد كبير، على عكس اكتشاف هوارد كارتر المعلن.